# Batalla de Texcatl
La batalla de Texcatl tuvo lugar el 22 de noviembre de 1865 durante la Segunda Intervención Francesa en México. Formó parte de la Toma de Tlapacoyan en la llamada Batalla de Tlapacoyan (1865) en donde El coronel Manuel Alberto Ferrer aguantó en una Trinchera con solo ochenta soldados y cuarenta voluntarios, quienes se enfrentaron a quinientos soldados extranjeros. 

## Antecedentes
En el año de 1865, en el contexto de la segunda invasión francesa, Tlapacoyan fue asediada por las fuerzas austriacas y finalmente ocupada. El 3 de agosto de 1865, el General Ignacio Alatorre, quien se encontraba al mando de las fuerzas republicanas, conformadas por alrededor de seiscientos hombres, entre los que se encontraban soldados y voluntarios, mandó al Coronel Manuel Alberto Ferrer al frente de sesenta hombres para desalojar al enemigo, logrando el objetivo.
El 6 de agosto los austriacos contraatacaron, pero fueron rechazados por las tropas del coronel Ferrer, quien había quedado custodiando el pueblo al frente de 200 elementos de las fuerzas nacionales. Los invasores realizaron otros intentos por retomar el control de la ciudad en los siguientes meses, pero fueron igualmente rechazados.
El 17 de noviembre de este año, Tlapacoyan era custodiada por 500 hombres, cuando los extranjeros realizaron un ataque con más de 2500 soldados. A pesar de la inferioridad numérica, el general Alatorre decidió perseguir al enemigo, sufriendo algunas bajas. El día 21 de noviembre, los invasores volvieron a la carga y los ciudadanos se unieron a la defensa, convocados por el alcalde Manuel Mendoza.

## Batalla
El asalto final ocurrió el día 22 de noviembre, a las seis de la mañana, cuando una fuerza de 3000 austriacos comenzaron el bombardeo a la ciudad.
Las fuerzas imperialistas atacaron al mismo tiempo todas las trincheras y fueron apoderándose de cada una, entre ellas de trinchera de Texcatl, defendida por el coronel Ferrer al mando de ochenta soldados y cuarenta voluntarios.
El general Alatorre, por su parte, emprendió la retirada, se detuvo en La Garita, donde lo alcanzaron cuarenta hombres y luego siguió hacia la hacienda El Jobo, donde se volvió a detener para continuar después hacia Ixtacuaco, donde permaneció por espacio de veintiséis días. En el camino a El Jobo envió un recado a Ferrer:

«Dígale a Ferrer que se defienda como pueda y que, si muere en esta lucha, yo me encargaré de decirle al mundo que murió como un héroe».

Ferrer era atacado por los cuatro costados, estaba casi al descubierto, porque la artillería enemiga emplazada en El Peñascal y la del camino de Teziutlán les habían derribado toda la defensa con que contaban.
Con desesperación vio Ferrer sucumbir a sus hombres uno por uno; Acuña, el valiente comandante cordobés, compañero de su infancia, el capitán de artillería López Limón y el subteniente Rodríguez del Batallón Llave, quienes hacían lo imposible, tratando de utilizar de la mejor manera el único obús que les quedaba.
El sitio de Tlapacoyan vivía sus últimos momentos, Ferrer y los pocos sobrevivientes que quedaban, algunos de ellos heridos, seguían batiéndose con gran brío, pero sin poder contener ya el avance del enemigo quien al llegar a una distancia de veinte metros cargó resueltamente sobre el parapeto al arma blanca. Ferrer, animando a sus hombres al grito de «A ellos, ¡Viva México!», hizo que sus compañeros de armas, con bayoneta calada, recibieran bravamente a los atacantes, en una lucha cuerpo a cuerpo y sin cuartel, aunque perdida de antemano para el bando republicano. Pero, al iniciarse el asalto, en una descarga que hicieran los austriacos, Ferrer, que había brincado sobre los restos del parapeto y disparaba su pistola, recibió un tiro en la frente que marcó su vida.

## Consecuencias
Según el informe rendido mucho tiempo después por Alatorre, el saldo de supervivientes en la trinchera de Texcal fue el siguiente: de los 120 hombres de la Guardia Nacional y voluntarios de Tlapacoyan que defendían la trinchera de Texcal solo quedaron con vida once personas: el Comandante Vicente Acuña, con un brazo despedazado por la metralla; el Capitán López Limón, el subteniente Rodríguez y ocho elementos más.